# Andreas Frey (Psychologe)
Andreas Frey (* 1971 in Frankfurt am Main) ist ein deutscher Psychologe.

## Leben
Nach der Promotion 2005 in Psychologie an der Goethe-Universität Frankfurt war er von 2011 bis 2016 Universitätsprofessor (W2) und von 2016 bis 2018 Universitätsprofessor (W3) für Empirische Methoden der erziehungswissenschaftlichen Forschung an der Friedrich-Schiller-Universität Jena. Seit 2018 ist er Universitätsprofessor (W3) für Pädagogische Psychologie mit Schwerpunkt Beratung, Diagnostik und Evaluation an der Goethe-Universität Frankfurt.
Seine Forschungsschwerpunkte sind empirische Bildungsforschung, innovative pädagogisch-psychologische Diagnostik, computerisiertes adaptives Testen (CAT) und Item-Response-Theory.
Frey ist Mitherausgeber der Zeitschrift Behavior Research Methods.

## Schriften (Auswahl)
- Validitätssteigerungen durch adaptives Testen. Lang, Berlin 2006, ISBN 3-631-54908-3.